# Korsberga socken, Västergötland
Korsberga socken i Västergötland ingick i Vartofta härad, ingår sedan 1974 i Hjo kommun och motsvarar från 2016 Korsberga distrikt.
Socknens areal är 42,32 kvadratkilometer varav 41,96 land. År 2000 fanns här 506 invånare.  Tätorten Korsberga med sockenkyrkan Korsberga kyrka ligger i socknen.

## Administrativ historik
Socknen har medeltida ursprung. 
Vid kommunreformen 1862 övergick socknens ansvar för de kyrkliga frågorna till Korsberga församling och för de borgerliga frågorna bildades Korsberga landskommun. Landskommunen uppgick 1952 i Fröjereds landskommun som upplöstes 1974 då denna del uppgick i Hjo kommun. Församlingen uppgick 2010 i Korsberga-Fridene församling..
1 januari 2016 inrättades distriktet Korsberga, med samma omfattning som församlingen hade 1999/2000.  
Socknen har tillhört län, fögderier, tingslag och domsagor enligt vad som beskrivs i artikeln Vartofta härad. De indelta soldaterna tillhörde Skaraborgs regemente Kåkinds kompani och Västgöta regemente, Vartofta kompani.

## Geografi
Korsberga socken ligger väster om Hjo kring Tidan och dess biflöden Yan och Lillån med Hökensås i öster. Socknen är en  slättbygd i väster och en kuperad skogsbygd i öster.

## Fornlämningar
Från järnåldern finns gravar, stensättningar och en treudd.

## Namnet
Namnet skrevs 1380 Kasberga och kommer från en gård. Efterleden är berg. Förleden innehåller sannolikt kås, 'avlång, trång dal mellan berg och höjder', vilket ger namntolkningen 'berget vid ravinen' syftande på en sådan nära kyrkan.